# 궁평항
궁평항(宮坪港)은 경기도 화성시 서신면 궁평리에 있는 어항이다. 2008년 12월 19일 국가어항으로 지정되었다. 관리청은 해양수산부 서해어업관리단, 관리자는 화성시장이다.

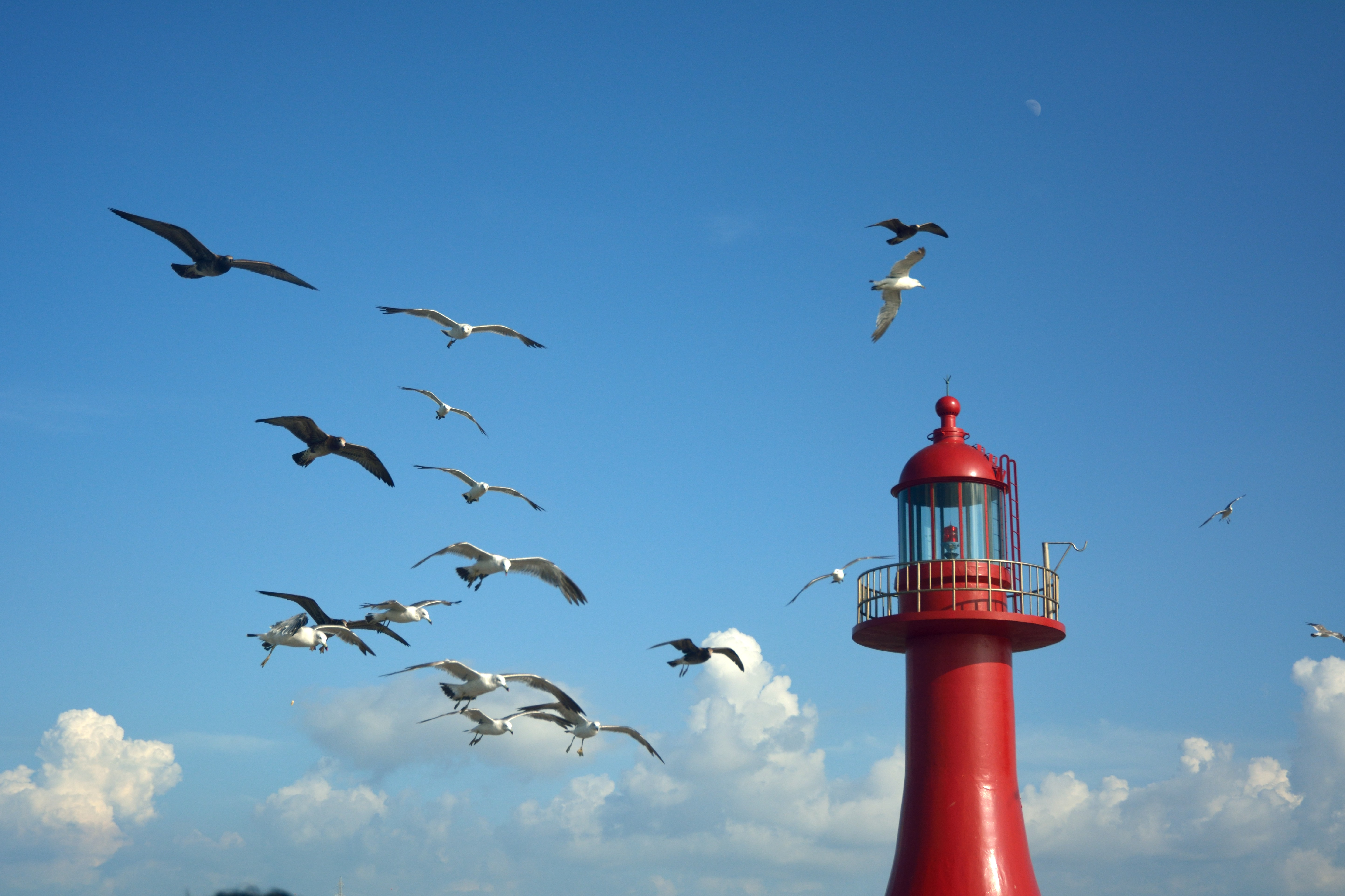
궁평항방파제등대와 갈매기

## 어항구역
궁평항의 어항구역은 다음과 같다.
- 수역[2]
  - 경기도 화성시 서신면 우정호 방조제 배수갑문시설에서 정서 1,300m 이 점에서 정북으로 550m 이 점에서 정동으로 육지와 연결하는 선을 따라 형성된 공유수면
- 육역[3]
  - 화성시 서신면 궁평리 688 (잡종지, 19329m2)
  - 화성시 서신면 궁평리 689 (잡종지, 35206m2)
  - 화성시 서신면 궁평리 691 (제방, 3911m2)
  - 화성시 서신면 궁평리 692 (제방, 2915m2)
  - 화성시 서신면 궁평리 703 (도로, 1890.5m2)

## 개발 연혁
- 1991년부터 시작된 남양만 화옹지구 간척사업으로 인해, 화성군 우정면 주곡항, 남양면 장덕항, 서신면 용두항의 대체어항으로 만들어진 어항이다.
- 2001년 기본조사 및 실시계획을 수립하여 2004년 어촌정주어항으로 지정되었다가, 2008년 12월 19일 국가어항으로 승격되었다.
- 2005년 기본계획을 수립하고, 2009년 12월 기본설계 용역중에 있다.

## 특징
- 평일에도 많은 사람들이 찾는 곳으로 수산물직판장이 유명하며 방파제 끝에 설치된 전망대 데크에서 바다낚시도 즐길 수 있다. 궁평항은 특히 낙조가 아름다워 사진 애호가들이 즐겨 찾는 출사지이기도 하다.[4]

## 궁평항 해솔길
소나무 숲속으로 약 700 M. 정도의 산책길이 있다.

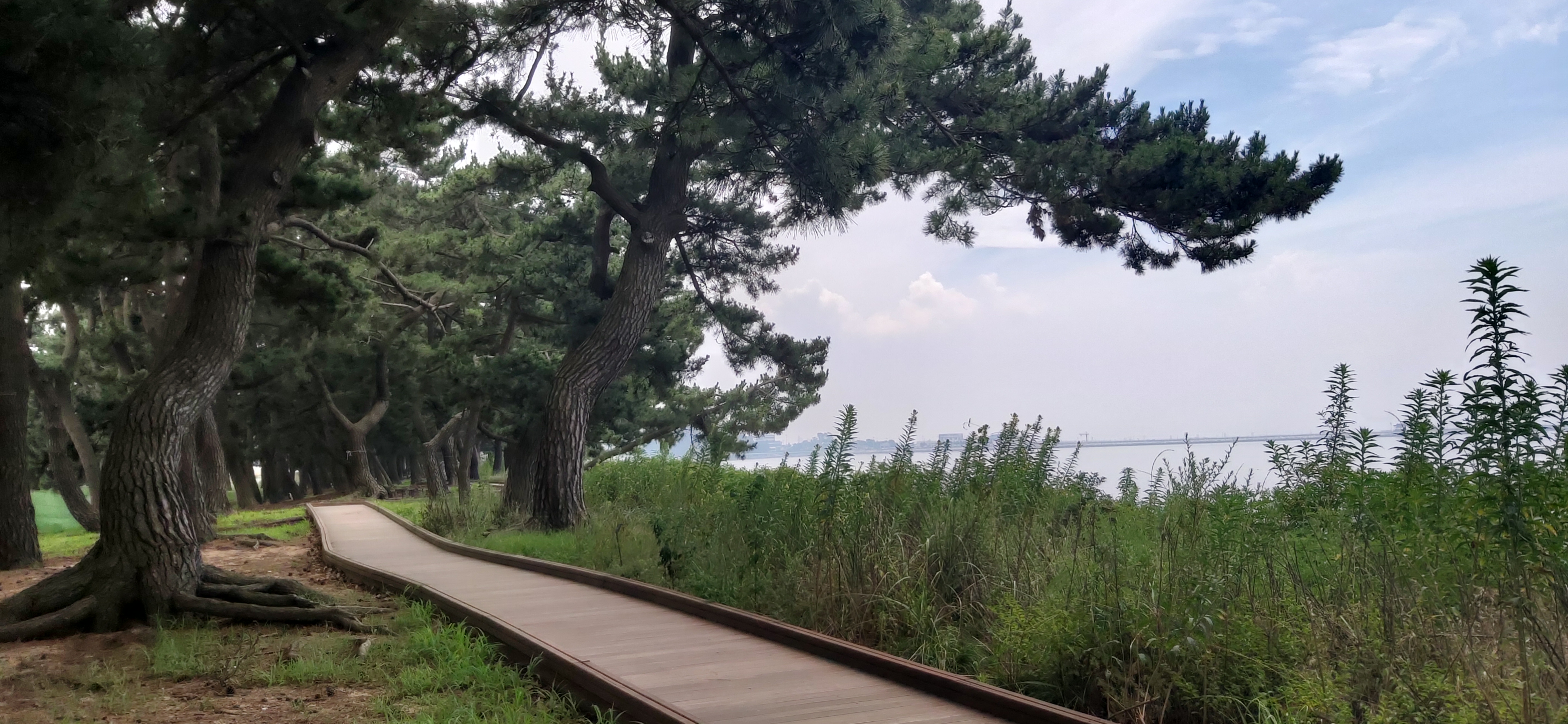
궁평항 해솔길